# Colorado címere
Colorado kör alakú címere ugyanolyan, mint az Unióhoz való csatlakozás előtti területi címere - azzal a különbséggel, hogy az állam címerén a „State of Colorado” és az „1876”-os dátum szerepel. Az eredeti címert 1876. november 6-án fogadta el az első területi gyűlés. Colorado állam első államgyűlése 1877. március 15-én elfogadta az új címert. Colorado állam címerének használatát Colorado állam államtitkára, a kormányzó harmadik helyettese, szabályozza.
Colorado törvénykezésének megfelelően a címer két és fél col (6,35 cm) átmérőjű lehet. A címer tetején piramisban foglal helyet az amerikai heraldisztikában kiemelkedő szerephez jutott mindent látó szem. A piramis két oldaláról aranyszínű sugarak sugároznak szét. A szem alatt egy köteg nyírfa vagy szilfa vesszőt, valamint egy csatabárdot, egy római tekercs vesz körül, amelyre vörös, fehér és kék szalagokat tekertek, és amely szalagokon a „Union and Constitution” (Unió és Alkotmány) szavak szerepelnek. Az egybecsavart vesszők azt az erőt mutatják, amely egyetlenegy vesszőből hiányzik. A csatabárd a hatalom és vezetés jelképe. A tekercs alatt egy ketté osztott címerpajzs található - ennek felső részén három hófödte hegycsúcs, felettük felhők; alsó részén arany mezőben két bányászszerszám, egy csákány és egy kalapács látható. A pajzs alatt férkörben a „Nil Sine Numine” latin mondat olvasható, jelentése „Isteni szellem nélkül semmit”. A címer alján található 1876 arra az évre utal, amikor Colorado belépett az Egyesült Államokba.
Az államcímer alapjául szolgáló területi címer tervezése Lewis Ledyard Weld, Abraham Lincoln elnök 1861 júliusában kinevezett területi titkárának műve, de az is bizonyított, hogy William Gilping területi kormányzó is részben hozzájárult a címertervhez. Weld és Gilpin is járatosak voltak a művészet és a heraldisztika terén.